# Otokarji
Otokarji, tudi Traungauci, bavarska plemiška rodbina, mejni grofje v Karantanski krajini in vojvode na Štajerskem v obdobju od 1050 do 1192.
Sprva so imeli dokaj skromne posesti v Traungauu. Okrog leta 1050 so po sorodnikih prevzeli grofijo v dolini Aniže z gradom Styra (v današnjem Steyrju) in jih nasledili tudi kot mejni grofje Karantanske krajine ob srednji Muri. Ugodne okoliščine, povezane s trikratnim velikim dedovanjem, so Otokarjem omogočile, da so ustvarili močno teritorialno zemljiško gospostvo, na osnovi katerega so prvi in najhitreje v vzhodnoalpskem prostoru dosegli deželnoknežji položaj. Leta 1180 je cesar Friderik Barbarossa mejno grofijo povzdignil v vojvodino Štajersko. Prvi vojvoda iz rodbine, Otokar I., pa je bil tudi zadnji; ker je vedel, da zaradi bolezni ne bo imel otrok, je nasledstvo v vojvodini prepustil Babenberžanom.

## Uvod
Otokarji so verjetno nasledniki grofov, ki so v 10. stoletju imeli posesti na jugovzhodu Bavarske v Chiemgauu, na območju Chiemskega jezera. Kasneje so pridobili posesti tudi na Koroškem okrog Osojskega jezera, kjer je grof Ozi (Oteger) okrog leta 1000 ustanovil samostan in v Furlaniji okrog Pordenoneja. Ozijev sin je bil oglejski patriarh Popon. Genealoško se da njihovemu rodu slediti od leta 1050, ko so postali mejni grofje Karantanske mejne grofije (krajine).
Karantanska krajina je sprva kot Murska mejna grofija obsegala relativno majhen pas ozemlja ob srednji Muri, od Brucka na severu do Lipnice na jugu. Med leti 970 in 1035 so se tam uveljavili Eppensteinci, ki so imeli ob zgornji Muri tri svoje grofije, Judenburško, Leobensko in Muriško. Adalbero II. Eppensteinski je kot mejni grof Murske marke leta 1012 postal še koroški vojvoda. Krajina je tedaj dobila ime Karantanska mejna grofija (krajina) (marchia Carintina, marcha Karentana). Ko pa je nemški kralj postal Salijec Konrad II., je leta 1035 Adalberu odvzel vojvodsko in tudi krajiško oblast. Novi mejni grof Karantanske krajine je postal Aribonec Arnold II. († 1055) iz Wels-Lambacha v Traungauu.
Arnoldov sin Gotfried († 1050) je leta 1042 pri Pittnu zaustavil prodor Ogrov in cesar Henrik III. mu je dal za nagrado v last grofijo Pitten, ležečo med Semmeringom in reko Piesting. Vendar je že okrog leta 1050 družina Wels-Lambach na svojem gradu doživela pokol, v katerem so izgubili življeni skoraj vsi družinski člani. Arnold je družinski grad podaril cerkvi (samostan Lambach). Novi mejni grof Karantanske krajine je postal njegov sorodnik, prvi iz rodbine štajerskih Otokarjev, Otokar I.

## Mejni grofje Koroške krajine
Otokar I. († 1075), novi mejni grof v Karantanski krajini, je prevzel tudi grofijo Wels-Lambachov v dolini Aniže z gradom Styraburg nad sotočjem Steyra in Aniže, ne pa tudi grofije Pitten, ki je pripadla grofu Ekbertu iz Formbacha, zetu Gotfrida iz Wels-Lambacha V Styraburgu so si novi mejni grofje ustvarili novo rodbinsko središče in se po njem začeli imenovati Štajerski mejni grofje (marchiones Stirenses ali marchiones de Styra). Iz Steyrja so upravljali Koroško krajino ob srednji Muri, ki pa so jo od njihovih posesti ob Aniži in Traunu ločevale omenjene tri eppensteinske grofije. Prvi korak k premostitvi te ovire je naredil Otokar I. tako, da se je poročil z Willibirgo Eppensteinsko, hčerko odstavljenega Adalbera II., katere rodbina pa je imela še vedno veliko lastnih posesti. Ker je Traungau spadal pod oblast bavarskega vojvode, se je tudi njihova mejna grofija na srednji Muri začeli prištevati k vojvodini Bavarski.
Otokarjeva sinova Adalbero in Otokar II. sta bila v tedaj razvnetem investiturnem sporu med papežem in cesarjem na nasprotnih straneh: starejši Adalbero, ki je nasledil očeta, je bil, tako kot oče, na strani cesarja Henrika IV., mlajši Otokar pa je bil pristaš papeža Gregorja VII. Papež je Adalbera izobčil, zato se je ta leta 1082 odrekel položaju v korist brata, kmalu po tem pa je bil umorjen. Otokar II. († 1122) je zavladal mejni grofiji. Svoji hčerki je premišljeno poročil: Willibirgo s formbaškim grofom Ekbertom III. in Kunigundo z Bernardom Mariborskim iz rodbine koroških Spanheimov, ustanoviteljem Vetrinjskega samostana. Leta 1122 je brez moškega naslednika umrl zadnji Eppensteinec, Otokarjev bratranec Henrik III., in Otokarji so podedovali eppensteinske posesti ob zgornji Muri ter posesti v Brežah na Koroškem in v Furlaniji. Še istega leta je umrl tudi Otokar II.
Otokarjev sin in naslednik Leopold I. Štajerski (vladal 1122–1129) je nenadoma postal najmočnejši gospod v mejni grofiji, ki je postala center njegove oblasti. Novi položaj mu je omogočal, da je začel pritiskati na svobodno plemstvo v krajini in si ga podrejati kot ministeriale. Na vzhodni meji marke je dal zgraditi trg Hartberg in tam postaviti prvo družinsko pfalco v krajini. (V dolini Aniže je imel pfalco v Pürggu). Podpiral je salzburškega nadškofa v boju s cesarjem Henrikom V. Spodbudil je ustanovitev cistercijanskega samostan Rein blizu Gradca in bil soustanovitelj benediktinskega samostana Gleink v Steyrju. Poročil se je s hčerko Henrika Črnega, Zofijo. Ob njegovi smrti je bil sin Otokar star štiri leta. Do sinove polnoletnosti je grofijo upravljala mati ob pomoči sinovega strica Bernharda iz rodbine Spanheimov.

## Nova dedovanja, utemeljitev štajerske kneževine
Širjenje rodbinskih posesti se je nadaljevalo v času vladanja Otokarja III. (1129–1164). Leta 1136 je izumrl sorodni rod potomcev grofa Ozija in Otokar III. je podedoval fogtijske pravice nad osojskim samostanom (s posestvi na slovenskih tleh) in tedanje gospostvo Humberk, razširila pa so se tudi njegova posestva v Furlaniji. Leta 1147 je v Mali Aziji na drugem križarskem pohodu umrl Otokarjev stric Bernard Mariborski, ki je imel v slovenskem Podravju veliko posest. Njegova dediščina je Otokarjem na slovenskih tleh prinesla pomembne ministerialne plemiške družine in gospostva, med njimi Radgono, Maribor, Slovensko Bistrico in Laško. Na jugu se je tako njihovo gospostvo razširilo do razvodja med Dravinjo in Savinjo, z gospostvom Laško, ki je ležalo na takratnem Kranjskem, pa so dosegli celo Savo.
Leta 1158 je pred Milanom v vojski Friderika Barbarosse padel Otokarjev bratranec Ekbert III., zadnji mož iz družine Formbach-Pitten in Otokar III. je podedoval tudi grofijo Pitten. Na prelazu Semmering je dal zgraditi zatočišče za romarje, križarje in trgovce (špital) in tovorno pot preko prelaza dograditi v pravo cesto. Kot prvi knez srednjeveške nemške države je dobil rudarski regal, ki je dotlej pripadal samo vladarju, imel pa je tudi pravico kovanja denarja in sodne pravice. Cesar Friderik I. Barbarossa ga je v letu pridobitve formbaške dediščine naslovil kot kneza, princeps. Upravičeno se je počutil kot deželni knez. Prevzel je fogtijske pravice nad vsemi samostani. O spremembah, ki so se dogajale, priča tudi Otokarjev privzem novega grba z belim panterjem na zeleni podlagi, ki je postal simbol dežele Štajerske in v katerem je nastajajoča deželna zavest našla viden odraz. Otokar III. velja za utemeljitelja štajerske kneževine.
Potem ko je leta 1156 propadla še ena od zadnjih visoko-plemiških rodbin, rodbina Stübingov (po smrti očeta Bernharda sta bila zaradi domnevne veleizdaje obglavljena dva njegova sinova), ki je obvladovala območje Gradca, je Otokar III. prevzel tudi njihovo gospostvo Gradec in tam začel načrtno oblikovati nov oblastni center dežele z deželnoknežjim dvorom pa tudi s sodiščem za tamkajšnje plemiče. Večina plemičev je Otokarjem služila kot ministeriali; na slovenskih tleh velja omeniti gospode iz Žovneka (kasnejše Celjske grofe) in gospode Ptujske, ki pa so bili vazali salzburške nadškofije.
Malo pred smrtjo je Otokar III. ustanovil avguštinski samostan Vorau in Žičko kartuzijo.

## Otokar I., vojvoda Štajerske, in zaton rodbine
Leta 1164 je Otokar III. umrl in zapustil šele eno leto starega sina Otokarja IV. Po zgledu svoje tašče je njegova mati, Kunigunda, hči mejnega grofa Diepolda III. iz Vohburga ob Donavi, do sinove polnoletnosti vodila grofijo in to v nemirnem času spopadov, povezanih s sporom med papežem Aleksandrom III. in cesarjem Friderikom Barbarosso. Tedaj je bilo ustanovljeno mesto Fürstenfeld. Ko je knežja rodbina odkrito stopila na stran papeža, je prišlo do spora z vojvodama Avstrije in Koroške. 1176 pa so sklenili mir.
Novo spremembo v zgodovini Štajerske je prineslo leto 1180. Po dolgem omahovanju je tedaj Friderik Barbarossa nastopil proti tekmecu iz rodbine Welfov, Henriku Levu, in ga odstavil s položajev vojvode Bavarske in vojvode Saške. Ob tej priložnosti je mejno grofijo Otokarjev povzdignil v vojvodino Štajersko (ducatus Stirie), njenega gospodarja pa v vojvodo (dux Stirie). Pri tem ni šlo toliko za Otokarjevo povišanje, kot za fevdalno preureditev prostora: cesar je z ustanovitvijo nove vojvodine njena ozemlja izvzel iz fevdalne odvisnosti od vojvodine Bavarske.
Novi vojvoda pa zaradi bolezni (domnevno gobavosti) ni mogel računati na potomce. Da bi svoji deželi prihranil nasledstveni spor, je s cesarjevim soglasjem sklenil, da vojvodino po smrti zapusti vojvodam sosednje Avstrije, Babenberžanom. 17. avgusta 1186 se je v Georgenbergu ob Aniži sestal z avstrijskim vojvodo Leopoldom V. Pri pogajanjih so sodelovali številni štajerski in avstrijski plemiči ter predstavniki samostanov. Podpisali so več listin, ki sestavljajo t. i. georgenberški ročin (Georgenberger Handfeste). Dve listini sta ohranjeni: prva ureja pravice štajerskih ministerialov, druga pa položaj deželnih samostanov. Ministeriali, ki so se v času Otokarjev povzpeli do najpomembnejše družbene skupine v deželi, so svoje pravice obdržali tudi pod oblastjo Babenberžanov. Naslednje leto je ročin potrdil državni zbor.
Georgenberški ročin je stopil v veljavo leta 1192, po smrti vojvode Otokarja. Novi cesar Henrik VI. je vojvodino Štajersko podelil v fevd avstrijskemu vojvodi Leopoldu V. Odtlej so obema vojvodinama vladali Babenberžani v personalni uniji.

## Rodbinsko drevo štajerskih Otokarjev[12]
|                                                             |                                                             |                                                             |                                                             |                                                             |                                                             |  |  | Otokar I. (†1048), grof v Chiemgauu, mejni grof Karantanske krajine. Žena Willibirga, hči Adalbera II. Eppensteinskega | | | | | |  |  |                                                                                       |                                                                                       |                                                                                       |                                                                                       |                                                                                       |                                                                                       |  |  | | | | | | |  |  |                      |                      |                      |                      |                      |                      |  |  |  |  |  |  |  |  |  |  |  |  |  |  |  |  |  |  |  |  |  |  |
|                                                             |                                                             |                                                             |                                                             |                                                             |                                                             |  |  | | | | | | |  |  |                                                                                       |                                                                                       |                                                                                       |                                                                                       |                                                                                       |                                                                                       |  |  | | | | | | |  |  |                      |                      |                      |                      |                      |                      |  |  |  |  |  |  |  |  |  |  |  |  |  |  |  |  |  |  |  |  |  |  |
|                                                             |                                                             |                                                             |                                                             |                                                             |                                                             |  |  | | | | | | |  |  |                                                                                       |                                                                                       |                                                                                       |                                                                                       |                                                                                       |                                                                                       |  |  | | | | | | |  |  |                      |                      |                      |                      |                      |                      |  |  |  |  |  |  |  |  |  |  |  |  |  |  |  |  |  |  |  |  |  |  |
| Adalbero (†1082), mejni grof Karantanske krajine            | Adalbero (†1082), mejni grof Karantanske krajine            | Adalbero (†1082), mejni grof Karantanske krajine            | Adalbero (†1082), mejni grof Karantanske krajine            | Adalbero (†1082), mejni grof Karantanske krajine            | Adalbero (†1082), mejni grof Karantanske krajine            |  |  | Otokar II. (†1122), mejni grof Karantanske krajine. Žena Elizabeta, hči bavarskega vojvode Leopolda II., Babenberžana  | Otokar II. (†1122), mejni grof Karantanske krajine. Žena Elizabeta, hči bavarskega vojvode Leopolda II., Babenberžana | Otokar II. (†1122), mejni grof Karantanske krajine. Žena Elizabeta, hči bavarskega vojvode Leopolda II., Babenberžana | Otokar II. (†1122), mejni grof Karantanske krajine. Žena Elizabeta, hči bavarskega vojvode Leopolda II., Babenberžana | Otokar II. (†1122), mejni grof Karantanske krajine. Žena Elizabeta, hči bavarskega vojvode Leopolda II., Babenberžana | Otokar II. (†1122), mejni grof Karantanske krajine. Žena Elizabeta, hči bavarskega vojvode Leopolda II., Babenberžana |  |  |                                                                                       |                                                                                       |                                                                                       |                                                                                       |                                                                                       |                                                                                       |  |  | | | | | | |  |  |                      |                      |                      |                      |                      |                      |  |  |  |  |  |  |  |  |  |  |  |  |  |  |  |  |  |  |  |  |  |  |
| Adalbero (†1082), mejni grof Karantanske krajine            | Adalbero (†1082), mejni grof Karantanske krajine            | Adalbero (†1082), mejni grof Karantanske krajine            | Adalbero (†1082), mejni grof Karantanske krajine            | Adalbero (†1082), mejni grof Karantanske krajine            | Adalbero (†1082), mejni grof Karantanske krajine            |  |  | Otokar II. (†1122), mejni grof Karantanske krajine. Žena Elizabeta, hči bavarskega vojvode Leopolda II., Babenberžana  | Otokar II. (†1122), mejni grof Karantanske krajine. Žena Elizabeta, hči bavarskega vojvode Leopolda II., Babenberžana | Otokar II. (†1122), mejni grof Karantanske krajine. Žena Elizabeta, hči bavarskega vojvode Leopolda II., Babenberžana | Otokar II. (†1122), mejni grof Karantanske krajine. Žena Elizabeta, hči bavarskega vojvode Leopolda II., Babenberžana | Otokar II. (†1122), mejni grof Karantanske krajine. Žena Elizabeta, hči bavarskega vojvode Leopolda II., Babenberžana | Otokar II. (†1122), mejni grof Karantanske krajine. Žena Elizabeta, hči bavarskega vojvode Leopolda II., Babenberžana |  |  |                                                                                       |                                                                                       |                                                                                       |                                                                                       |                                                                                       |                                                                                       |  |  | | | | | | |  |  |                      |                      |                      |                      |                      |                      |  |  |  |  |  |  |  |  |  |  |  |  |  |  |  |  |  |  |  |  |  |  |
|                                                             |                                                             |                                                             |                                                             |                                                             |                                                             |  |  | | | | | | |  |  |                                                                                       |                                                                                       |                                                                                       |                                                                                       |                                                                                       |                                                                                       |  |  | | | | | | |  |  |                      |                      |                      |                      |                      |                      |  |  |  |  |  |  |  |  |  |  |  |  |  |  |  |  |  |  |  |  |  |  |
| Willibirga (†~1145). Mož Ekbert II., grof v Formbach-Pittnu | Willibirga (†~1145). Mož Ekbert II., grof v Formbach-Pittnu | Willibirga (†~1145). Mož Ekbert II., grof v Formbach-Pittnu | Willibirga (†~1145). Mož Ekbert II., grof v Formbach-Pittnu | Willibirga (†~1145). Mož Ekbert II., grof v Formbach-Pittnu | Willibirga (†~1145). Mož Ekbert II., grof v Formbach-Pittnu |  |  | Konigunda (†1161). Mož Bernard Mariborski, mejni grof Podravske krajine (†1147)                                        | Konigunda (†1161). Mož Bernard Mariborski, mejni grof Podravske krajine (†1147)                                       | Konigunda (†1161). Mož Bernard Mariborski, mejni grof Podravske krajine (†1147)                                       | Konigunda (†1161). Mož Bernard Mariborski, mejni grof Podravske krajine (†1147)                                       | Konigunda (†1161). Mož Bernard Mariborski, mejni grof Podravske krajine (†1147)                                       | Konigunda (†1161). Mož Bernard Mariborski, mejni grof Podravske krajine (†1147)                                       |  |  | Leopold (†1129). Žena Zofija, hči bavarskega vojvode Henrika Črnega iz rodbine Welfov | Leopold (†1129). Žena Zofija, hči bavarskega vojvode Henrika Črnega iz rodbine Welfov | Leopold (†1129). Žena Zofija, hči bavarskega vojvode Henrika Črnega iz rodbine Welfov | Leopold (†1129). Žena Zofija, hči bavarskega vojvode Henrika Črnega iz rodbine Welfov | Leopold (†1129). Žena Zofija, hči bavarskega vojvode Henrika Črnega iz rodbine Welfov | Leopold (†1129). Žena Zofija, hči bavarskega vojvode Henrika Črnega iz rodbine Welfov |  |  | | | | | | |  |  |                      |                      |                      |                      |                      |                      |  |  |  |  |  |  |  |  |  |  |  |  |  |  |  |  |  |  |  |  |  |  |
| Willibirga (†~1145). Mož Ekbert II., grof v Formbach-Pittnu | Willibirga (†~1145). Mož Ekbert II., grof v Formbach-Pittnu | Willibirga (†~1145). Mož Ekbert II., grof v Formbach-Pittnu | Willibirga (†~1145). Mož Ekbert II., grof v Formbach-Pittnu | Willibirga (†~1145). Mož Ekbert II., grof v Formbach-Pittnu | Willibirga (†~1145). Mož Ekbert II., grof v Formbach-Pittnu |  |  | Konigunda (†1161). Mož Bernard Mariborski, mejni grof Podravske krajine (†1147)                                        | Konigunda (†1161). Mož Bernard Mariborski, mejni grof Podravske krajine (†1147)                                       | Konigunda (†1161). Mož Bernard Mariborski, mejni grof Podravske krajine (†1147)                                       | Konigunda (†1161). Mož Bernard Mariborski, mejni grof Podravske krajine (†1147)                                       | Konigunda (†1161). Mož Bernard Mariborski, mejni grof Podravske krajine (†1147)                                       | Konigunda (†1161). Mož Bernard Mariborski, mejni grof Podravske krajine (†1147)                                       |  |  | Leopold (†1129). Žena Zofija, hči bavarskega vojvode Henrika Črnega iz rodbine Welfov | Leopold (†1129). Žena Zofija, hči bavarskega vojvode Henrika Črnega iz rodbine Welfov | Leopold (†1129). Žena Zofija, hči bavarskega vojvode Henrika Črnega iz rodbine Welfov | Leopold (†1129). Žena Zofija, hči bavarskega vojvode Henrika Črnega iz rodbine Welfov | Leopold (†1129). Žena Zofija, hči bavarskega vojvode Henrika Črnega iz rodbine Welfov | Leopold (†1129). Žena Zofija, hči bavarskega vojvode Henrika Črnega iz rodbine Welfov |  |  | | | | | | |  |  |                      |                      |                      |                      |                      |                      |  |  |  |  |  |  |  |  |  |  |  |  |  |  |  |  |  |  |  |  |  |  |
|                                                             |                                                             |                                                             |                                                             |                                                             |                                                             |  |  | | | | | | |  |  |                                                                                       |                                                                                       |                                                                                       |                                                                                       |                                                                                       |                                                                                       |  |  | | | | | | |  |  |                      |                      |                      |                      |                      |                      |  |  |  |  |  |  |  |  |  |  |  |  |  |  |  |  |  |  |  |  |  |  |
| Ekbert III. (†1158), grof v Formbach-Pittnu                 | Ekbert III. (†1158), grof v Formbach-Pittnu                 | Ekbert III. (†1158), grof v Formbach-Pittnu                 | Ekbert III. (†1158), grof v Formbach-Pittnu                 | Ekbert III. (†1158), grof v Formbach-Pittnu                 | Ekbert III. (†1158), grof v Formbach-Pittnu                 |  |  | Elizabeta (†1138). Moža: 1. grof Rudolf Stadenski, 2. koroški vojvoda Henrik V. Spanheimski                            | Elizabeta (†1138). Moža: 1. grof Rudolf Stadenski, 2. koroški vojvoda Henrik V. Spanheimski                           | Elizabeta (†1138). Moža: 1. grof Rudolf Stadenski, 2. koroški vojvoda Henrik V. Spanheimski                           | Elizabeta (†1138). Moža: 1. grof Rudolf Stadenski, 2. koroški vojvoda Henrik V. Spanheimski                           | Elizabeta (†1138). Moža: 1. grof Rudolf Stadenski, 2. koroški vojvoda Henrik V. Spanheimski                           | Elizabeta (†1138). Moža: 1. grof Rudolf Stadenski, 2. koroški vojvoda Henrik V. Spanheimski                           |  |  | Margareta                                                                             | Margareta                                                                             | Margareta                                                                             | Margareta                                                                             | Margareta                                                                             | Margareta                                                                             |  |  | Otokar III. (†1164), mejni grof Karantanske krajine. Žena Kunigunda, hči mejnega grofa Diepolda III. iz Vohburga ob Donavi | Otokar III. (†1164), mejni grof Karantanske krajine. Žena Kunigunda, hči mejnega grofa Diepolda III. iz Vohburga ob Donavi | Otokar III. (†1164), mejni grof Karantanske krajine. Žena Kunigunda, hči mejnega grofa Diepolda III. iz Vohburga ob Donavi | Otokar III. (†1164), mejni grof Karantanske krajine. Žena Kunigunda, hči mejnega grofa Diepolda III. iz Vohburga ob Donavi | Otokar III. (†1164), mejni grof Karantanske krajine. Žena Kunigunda, hči mejnega grofa Diepolda III. iz Vohburga ob Donavi | Otokar III. (†1164), mejni grof Karantanske krajine. Žena Kunigunda, hči mejnega grofa Diepolda III. iz Vohburga ob Donavi |  |  | Leopold (nezakonski) | Leopold (nezakonski) | Leopold (nezakonski) | Leopold (nezakonski) | Leopold (nezakonski) | Leopold (nezakonski) |  |  |  |  |  |  |  |  |  |  |  |  |  |  |  |  |  |  |  |  |  |  |
| Ekbert III. (†1158), grof v Formbach-Pittnu                 | Ekbert III. (†1158), grof v Formbach-Pittnu                 | Ekbert III. (†1158), grof v Formbach-Pittnu                 | Ekbert III. (†1158), grof v Formbach-Pittnu                 | Ekbert III. (†1158), grof v Formbach-Pittnu                 | Ekbert III. (†1158), grof v Formbach-Pittnu                 |  |  | Elizabeta (†1138). Moža: 1. grof Rudolf Stadenski, 2. koroški vojvoda Henrik V. Spanheimski                            | Elizabeta (†1138). Moža: 1. grof Rudolf Stadenski, 2. koroški vojvoda Henrik V. Spanheimski                           | Elizabeta (†1138). Moža: 1. grof Rudolf Stadenski, 2. koroški vojvoda Henrik V. Spanheimski                           | Elizabeta (†1138). Moža: 1. grof Rudolf Stadenski, 2. koroški vojvoda Henrik V. Spanheimski                           | Elizabeta (†1138). Moža: 1. grof Rudolf Stadenski, 2. koroški vojvoda Henrik V. Spanheimski                           | Elizabeta (†1138). Moža: 1. grof Rudolf Stadenski, 2. koroški vojvoda Henrik V. Spanheimski                           |  |  | Margareta                                                                             | Margareta                                                                             | Margareta                                                                             | Margareta                                                                             | Margareta                                                                             | Margareta                                                                             |  |  | Otokar III. (†1164), mejni grof Karantanske krajine. Žena Kunigunda, hči mejnega grofa Diepolda III. iz Vohburga ob Donavi | Otokar III. (†1164), mejni grof Karantanske krajine. Žena Kunigunda, hči mejnega grofa Diepolda III. iz Vohburga ob Donavi | Otokar III. (†1164), mejni grof Karantanske krajine. Žena Kunigunda, hči mejnega grofa Diepolda III. iz Vohburga ob Donavi | Otokar III. (†1164), mejni grof Karantanske krajine. Žena Kunigunda, hči mejnega grofa Diepolda III. iz Vohburga ob Donavi | Otokar III. (†1164), mejni grof Karantanske krajine. Žena Kunigunda, hči mejnega grofa Diepolda III. iz Vohburga ob Donavi | Otokar III. (†1164), mejni grof Karantanske krajine. Žena Kunigunda, hči mejnega grofa Diepolda III. iz Vohburga ob Donavi |  |  | Leopold (nezakonski) | Leopold (nezakonski) | Leopold (nezakonski) | Leopold (nezakonski) | Leopold (nezakonski) | Leopold (nezakonski) |  |  |  |  |  |  |  |  |  |  |  |  |  |  |  |  |  |  |  |  |  |  |
|                                                             |                                                             |                                                             |                                                             |                                                             |                                                             |  |  | | | | | | |  |  |                                                                                       |                                                                                       |                                                                                       |                                                                                       |                                                                                       |                                                                                       |  |  | Otokar IV. (†1192), mejni grof Karantanske krajine, vojvoda Štajerske (kot Otokar I.)                                      | | | | | |  |  |                      |                      |                      |                      |                      |                      |  |  |  |  |  |  |  |  |  |  |  |  |  |  |  |  |  |  |  |  |  |  |